# Hyperolius kivuensis
Hyperolius kivuensis es una especie de anfibios de la familia Hyperoliidae.
Habita en Angola, Burundi, República Democrática del Congo, Etiopía, Kenia, Ruanda, Tanzania, Uganda, Zambia y, posiblemente, Mozambique y Sudán.
Su hábitat natural incluye bosques tropicales o subtropicales secos, sabanas secas, praderas húmedas o inundadas en algunas estaciones, marismas de agua dulce, corrientes intermitentes de agua dulce y plantaciones.
Está amenazada por la pérdida de su hábitat natural solo en Etiopía.